# Eurychorda
Eurychorda là một chi thực vật có hoa trong họ Restionaceae.